# Magnesiumpolonid
Magnesiumpolonid, MgPo, ist eine chemische Verbindung des Magnesiums aus der Gruppe der Polonide.

## Gewinnung
Magnesiumpolonid kann durch direkte Reaktion beider Elemente zwischen 300 °C und 400 °C hergestellt werden.

## Eigenschaften
Im Gegensatz zu den anderen Poloniden ist das Kristallsystem von Magnesiumpolonid nicht gleich seinem Tellurid, sondern hexagonal aufgebaut. Dies ist sonst nur bei Quecksilber(II)-polonid zu beobachten. Es besitzt die Nickelarsenid-Struktur mit der Raumgruppe P63/mmc (Raumgruppen-Nr. 194) und den Gitterparametern a = 4,345 Å und c = 7,077 Å.